# Maria Oleś
Maria Oleś z domu Bieniek (ur. 18 marca 1956 w Błażowej, zm. 22 kwietnia 2017) – polska psycholog, nauczyciel akademicki Katolickiego Uniwersytetu Lubelskiego Jana Pawła II (KUL). 

## Życiorys
Jako adiunkt związana była z Katedrą Psychologii Klinicznej KUL, gdzie prowadziła zajęcia dydaktyczne z zakresu psychologii klinicznej dzieci i młodzieży, psychologii jakości życia oraz metod badania osobowości. Stopień doktora nauk humanistycznych w zakresie psychologii, specjalność: psychologia osobowości uzyskała w 1997 na podstawie rozprawy pt. Psychologiczna analiza asertywności u dzieci, natomiast stopień doktora habilitowanego nauk humanistycznych w dyscyplinie psychologia, specjalność: psychologia kliniczna dzieci i młodzieży, uzyskała w 2011 na podstawie pracy Jakość życia młodzieży w zdrowiu i w chorobie. Współpracowała z Pracownią Testów Psychologicznych (PTP) w Warszawie w zakresie walidacji metod diagnostycznych do badania dzieci i młodzieży.

## Nagrody
- Nagroda za rozprawę doktorską (1997)

- Nagroda Rektora KUL (2008)

- Medal Komisji Edukacji Narodowej (2009)

- Nagroda Ministra Nauki i Szkolnictwa Wyższego za wyróżnioną rozprawę habilitacyjną (2012)[2]

## Wybrane publikacje
- Oleś, M. (1998). Asertywność u dzieci i młodzieży w okresie wczesnej adolescencji.  Lublin: Towarzystwo Naukowe KUL
- Oleś M. (red). (2005). Wybrane zagadnienia z psychologii klinicznej i osobowości. T. VI, Metody diagnostyczne w badaniach dzieci i młodzieży. Lublin: TN KUL
- Oleś, M. (2010). Jakość życia młodzieży w zdrowiu i w chorobie. Lublin: Wydawnictwo KUL[4]